# Jana Vébrová

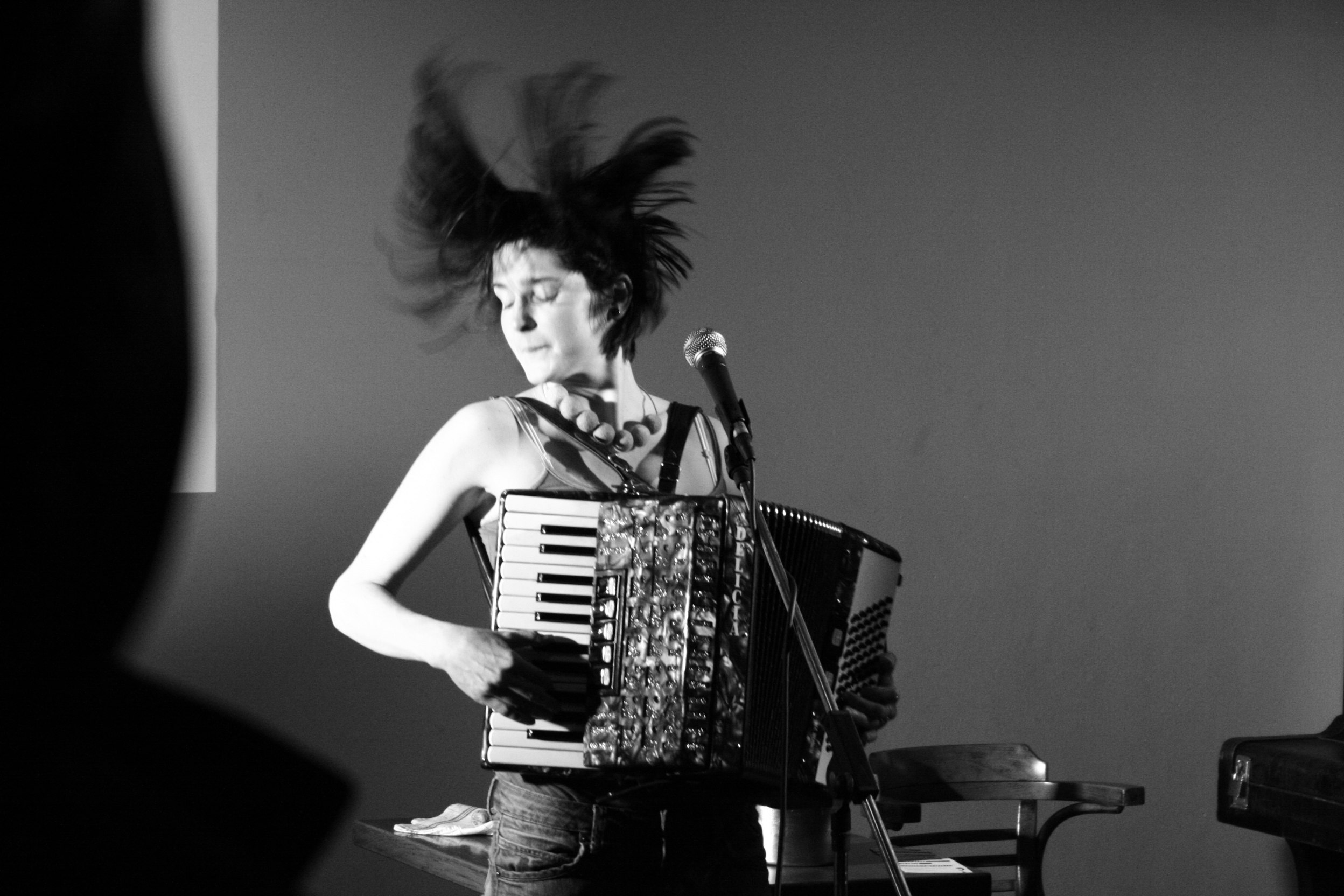
Jana Vébrová

Jana Vébrová (* 1985, Varnsdorf) je česká písničkářka.

## Životopis
Vystudovala Střední lesnickou školu ve Šluknově.
Doprovází se na akordeon, na který hraje od roku 2003, před publikem vystupuje od roku 2004, kdy ji objevila pražská kapela Činna. Umí ale hrát i na klavír, kytaru, zobcovou a příčnou flétnu.
Zatím vydala jedno krátkohrající a jedno oficiální album, Kykyrý, které vyšlo 12. června 2007 u Indies Scope Records. Produkoval jej její muž, Ivan Acher.
Spolupracuje nebo spolupracovala s Pražským komorním divadlem – Divadlem Komedie (Weissenstein, Miu@see poetry musical) a Agon Orchestra (DG 307 remix, Magorova Summa, Typornamento – Milan Adamčiak) a Lenka Vagnerova Company (taneční představení La Loba – cena Herald Angel na Festival Fringe v Edinburghu).
Žije v Lužických horách.
V roce 2025 vydala ve spolupráci se skupinou Dunaj album Mňau.

## Diskografie
- Live Brno, 2006, Ears & Wind Rec.[3]
- Kykyrý, 2007, Indies Scope Records
- Kameny ze dna, 2023